# Saint-Denis-d'Authou
Saint-Denis-d'Authou era una comuna francesa que estaba situada en el departamento de Eure y Loir, de la región de Centro-Valle del Loira que el 1 de enero de 2019 pasó a formar parte de la comuna nueva de Saintigny como comuna delegada.

## Historia
En 1836 absorbe la comuna de Saint-Hilaire-des-Noyers.

## Demografía
| Gráfica de evolución demográfica de Saint-Denis-d'Authou entre 1800 y 2016 |
|                                                                            |

Los datos demográficos contemplados en este gráfico de la comuna de Saint-Denis-d'Authou se han cogido de 1800 a 1999 de la página francesa EHESS/Cassini, y los demás datos de la página del INSEE.